# Abadia de Vabre
L'abadia de Vabres (en francès Vabre) fou un establiment religiós fundat el 861.
Els normands havien obligat als monjos dels monestirs propers a la costa (i alguns no tant propers) a fugir. Adalgís, abat del monestir de Palnat o Palmat al Perigord, per prevenir la desolació del seu monestir va decidir retirar-se amb els seus monjos a un lloc menys exposat i Ramon I de Tolosa li va oferir un lloc als seus estats donant-li terres per fundar un nou monestir. L'abat va anar a Tolosa i en una assemblea presidida per Helisacar, bisbe de la ciutat de Rodès, es va acordar que el monestir fos fundat a Vabres al comtat de Roergue, a la riba del Dourdon, prop del límit amb l'Albigès. Adalgís va anar a aquest lloc on va construir una església sota advocació de la Verge, de sant Pere, de sant Denis i d'altres sants; poc després un eclesiàstic del país, Roland, fillol i clergue o capellà del comte Ramon, va fer una donació considerable al monestir i va abraçar l'estat religiós i fou abat després d'Adalgís. Un altre deixeble d'aquest fou Jordi, abans religiós de Conques, també al Roergue, que després fou bisbe de Lodeva i és considerat sant.
Ramon va demanar confirmació del monestir al rei Carles que la va concedir el 19 de juliol del 862, agafant el monestir sota la seva protecció especial. En aquest diploma es comprova, igual que en altres, que Carles datava el seu regnat des de l'assemblea de Quierzy del 838 on fou coronat rei de Nèustria, i el 862 era el seu any 24è. Com a contribució a la fundació el rei va donar quatre lliures de plata. Al seu retorn, Ramon i la seva esposa Berta van dotar al monestir amb diverses terres a Roergue i una quants serfs per cultivar-les; en la carta Ramon fa la donació per la salut de la seva anima, de la del seu pare Fulcoald i de la seva mare Senegunda, i del seu germà Frèdol, i posava el monestir sota protecció, per a després de la seva mort, dels seus fills Bernat el Vedell, Fulcoald de Llemotges i Odó que subscrivien la carta; el fill Bernat ja és esmentat com a comte el que fa pensar que hauria ja rebut o bé el comtat de Roergue o el de Carcí encara vivint el seu pare, amb el consentiment reial; un quart fill, Arbert o Aribert, dedicat des de jove a la religió, fou monjo de Vabres agafant el nom de Benet; signen el document tanmateix Helizacar bisbe de Rodès, Bigó vescomte (de Rouergue més probablement que de Tolosa) i altres magnats.
Temps després el monestir fou sotmès a l'abadia de Sant Víctor de Marsella; al segle xiv fou erigit en bisbat pel papa Joan XXII (1316-1334) i el capítol va esdevenir després regular, però fou secularitzat el 1561.